# Marianela Fernández
Marianela Fernández de Querales (Estado Zulia, Venezuela, 12 de octubre de 1957) es una abogada y política venezolana. Actual Primera Vicepresidenta de la IV Legislatura de la Asamblea Nacional de Venezuela en el Exterior

## Primeros años
Graduada en la Universidad del Zulia, con estudios de Gerencia Pública para el Desarrollo Social en la Universidad de Alcalá en España. Marianela Fernández es madre de dos hijos, fundadora y presidenta del partido venezolano Un Nuevo Tiempo en el estado Zulia.
Realizó estudios de Gerencia pública, en el Gulf Coast college de la Florida, Estados Unidos. Ha ocupado varios cargos gerencia como Prefecto de Maracaibo, Directora de Desarrollo social, secretaria de prevención ciudadana entre otros. Actualmente miembro de la Dirección Nacional de Un Nuevo Tiempo.

## Carrera
Se ha desempeñado en diversos cargos de la Administración Pública del Estado Zulia, como Presidenta del Instituto de Desarrollo Social (IDEZ), Presidenta del Programa Alimentario escolar zuliano, Secretaria de Promoción y Prevención Ciudadana del Estado Zulia y Secretaria de Estado del Municipio Lagunillas. En la administración del Municipio Maracaibo ocupó cargos como Directora Regional de Desarrollo Social de la Alcaldía de Maracaibo, Directora de Rentas Municipales, Presidenta del Instituto Municipal de Capacitación Educativa (IMECD). Desde el 2009 presidió la Comisión Permanente de Asuntos Laborales, Desarrollo Social, Salud y contra el uso indebido de Drogas del Parlamento y fue vicepresidenta del Parlamento Latinoamericano. 
El 7 de enero de 2011 fue elegida Presidenta del Parlamento Regional del Estado Zulia electa para la Circunscripción N.º 6 que conforman los Municipios Simón Bolívar, Lagunillas, Valmore Rodríguez y Baralt para el periodo legislativo 2011-2012 contado con 11 votos de las fracciones Un Nuevo Tiempo, Acción Democrática, Copei y Primero Justicia, con el voto en contra de los 4 diputados del PSUV. El 5 de enero de 2012 fue reelecta como Presidenta del Parlamento Regional para el periodo legislativo 2012-2013, al igual que los demás integrantes del legislativo.

### Como diputada a la AN
El 6 de diciembre de 2015 fue elegida como diputada a la Asamblea Nacional, ocupando el tercer lugar en la lista en el estado Zulia por la Mesa de la Unidad Democrática, en febrero de 2016 fue nombrada diputada al parlamento latinoamericano capítulo Venezuela y vicepresidenta del mismo. Ha sido miembro de la Comisión de política exterior y de Ciencia y tecnología de la Asamblea Nacional de Venezuela y miembro de la comisión Delegada. Actualmente se encuentra exiliada en Estados Unidos.
Posteriormente fue designada por Juan Guaidó como vicepresidente de la Comisión Permanente de Ciencia, Tecnología e Innovación para el periodo 2022-2023 y el 5 de enero es electa como la primera vicepresidenta de la Asamblea Nacional. El 8 de enero el gobierno de Nicolás Maduro emitió una orden de aprensión en contra de su persona y de las diputadas Dinorah Figuera y Auristela Vásquez.